# プラスチック解体高校
『プラスチック解体高校』（プラスチックかいたいこうこう）は、日本橋ヨヲコによる日本の漫画作品。『週刊ヤングマガジン』（講談社）にて1997年第39号から1998年第19号まで連載。全2巻。

## 概要
名門進学校・大段高校特別進学クラスに入学した蔵田三成を始めとする6人と、その周りの人々の物語。思春期独特の焦燥感、人間関係の立ち行かなさを描く。作者初の連載作品だが、打ち切りとなった。
主人公・蔵田三成と兄の対立が、大きな物語の柱となっている。

## 登場人物

### 特別進学クラス
蔵田三成（くらた みつなり）
よくできた兄・一誠に強いコンプレックスを抱く高校1年生。上にもう一人、姉・二葉がいたが幼い頃に病死している。周囲の人間に兄と比べられ、兄自身にも蔑まれていると感じていたことから劣等感が強く、人目を気にしすぎる面がある。兄への反発心から高校入学を機に家を出て、志度鉄甲、坂本良治とともに五色台寮で生活している。
古屋直視（ふるや なおみ）
中学時代は不登校、成績不良、クラスメイトへの暴行事件など学校きっての問題児として名を馳せた。が、蔵田一誠と出会ったことから勉強に打ち込むようになり、大段高校に入学。一誠に想いを寄せている。高校入学後もその破天荒ぶりは健在であり、クラスメイトの前で三成に堂々とキスをする、ノーブラで登校、半裸で廊下を疾走などたびたび周囲を驚かせた。自宅は大きな一軒家だが、母親以外の同居人がいる様子はない。また、母親との関係は劣悪である。雰囲気が三成の姉・二葉に似ている。
志度鉄甲（しど てっこう）
一風変わった髪形、丸眼鏡が特徴。料理が得意であり、五色台寮の食事は志度が支度している。勉強が趣味であると言い切る変わり者。しかしながら思いやりの強い、好青年である。幼少時に母親が死去、父親が外に女を作って出て行ってしまったため、姉・アルミと2人で暮らしてきた。最終的には、大学院まで進学。都と2人で歩いていることから、付き合っているのかもしれないが、本編では触れられず。
町田都（まちだ みやこ）
独特の口調で話す、小柄な少女。絵の才能に恵まれているが、それが原因で中学時代はいじめに遭っていた。そのため学校嫌いに陥っていたが、直視たちと出会ったことから登校するようになる。卒業後は漫画家になった。初の連載作品は「プラスチック解体高校」。のちに『G戦場ヘヴンズドア』にて再登場する。
高砂サキ（たかさご サキ）
大柄な体と三白眼のせいで、後輩女子から告白されるような中学時代を送る。男勝りで気が強いと思われやすいが、わりと少女らしい繊細な心を持ち合わせている。男に守られなくても生きていけるよう学をつけようと、大段高校に入学した。古屋直視とは同じ中学の出身である。
坂本良治（さかもと りょうじ）
香川県出身、四人兄弟の長男。父親は行方不明であり、苦しい家庭で育った。作中でもアルバイトへ向かう描写が見られる。蔵田三成と同じ小学校に通っていたが、途中で転校していった。高校の入学式で再会し、つるむようになる。
蔵田一誠（くらた いっせい）
三成の兄であり、特別進学クラス担任。厳しい数学教師として振舞う傍ら、私立中学から賄賂を受け取り、裏口入学の手引きもしている。冷徹な人間と見られているが、古屋直視に目をかけ自宅で勉強させるなどの一面も。最後は田岡によって殺害されてしまう。

### 生徒会
志度アルミ（しど アルミ）
生徒会長、志度鉄甲の姉。黒髪を長く伸ばした美人であり、温和な人柄に人気は絶大。しかしながら、弟と肉体関係を結んでおり、善通寺にサディスティックな仕打ちをするなど、暗い一面も持ち合わせている。
善通寺一（ぜんつうじ はじめ）
副会長。会長と副会長というだけではない思慕の念を志度アルミに抱いている。
丸亀（まるかめ）
書記。善通寺とは違い、多少三成たちのことを理解していた様子。

### その他
写真部
部長は秋山。志度アルミの盗撮写真が高く売れることに味を占め、人体模型にカメラを仕込むことで古屋直視を盗撮しようとする。が、あえなく失敗。単なるいたずらと思いきや、のちのちまでこの写真は後を引くことになる。まともな写真も撮っているようだが、お金になる盗撮ばかりに力を入れてしまっているらしい。
田岡正治（たおか まさはる）
古屋直視の中学時代の担任。教え子を始めとした女子学生たちと援助交際を恒常的に行っていた。直視にも手を出そうとするが、失敗。彼女が高校に進んだ後もしつこく狙い続けている。蔵田一誠とは高校の同級生。当時から劣等感を持っていたらしく、一誠にも「万年二位」呼ばわりされるシーンがあった。
長山（ながやま）
英語教師。LEVEL.16「自縄自縛」にのみ登場。悪口雑言の限りを尽くして生徒たちに怒鳴り散らしている姿が描かれた。蔵田兄弟を敵視している。

## 備考
- 日本橋作品は『極東学園天国』を除き、すべてが一つの世界の出来事として描かれている。本作に登場する蔵田三成、古屋直視、町田都は『G戦場ヘヴンズドア』に主人公の担任や、人気漫画家として登場する。また、特別進学クラスの副担任である板橋は、短編集『バシズム』収録のデビュー作「ノイズキャンセラー」の主人公である。
- 三成たちが暮らす五色台寮は『極東学園天国』の舞台である「五色台学園」と名称が共通しているが、関係は不明。
- 町田都は日本橋ヨヲコ自身であると読者の間でしばしば言われるが、本人はインタビューの中で強く否定している。
- キャラクタの一部に筆者の出身地である香川県の地名が使われている。志度、善通寺、丸亀などはすべて香川県の地名である。

## 書籍情報
1. 1998年2月4日発売[1] ISBN	978-4-06-336720-1
2. 1998年6月3日発売[2] ISBN	978-4-06-336744-7

新装版
1. 2014年6月23日発売[3] ISBN	978-4-06-377010-0
2. 2014年6月23日発売[4] ISBN 978-4-06-377011-7